# Dava (topónimo)
Dava (plural davae) era un nombre geto-dacio para una ciudad o fortaleza. Generalmente, el nombre indicó un centro tribal o un poblamiento importante, normalmente fortaleció. Algunos de los poblamientos dacios y fortalezas emplearon el Murus Dacicus como técnica de construcción tradicional.
Muchos nombres de ciudad de los dacios estuvieron compuestos de un elemento léxico inicial (a menudo el nombre de tribu) fijó a -dava, -daua, -deva, -deba, -daba o -dova (<PIE *dʰeh₁-, "para poner, sitio").
La mayoría de estas ciudades están atestiguadas por Claudio Ptolomeo, y por lo tanto fechan de al menos el siglo I. 
Por tanto, dava 'ciudad' derivado del reconstruido protoindoeuropeo *dhewa  ettlement'. El Zazaki dew, significando "pueblo" es encontrado sólo en dialectos modernos y no es cognado con el término dacio. Un origen preindoeuropeo para el término dacio es también posible, véase la comparación con lenguas kartvelianas *daba, 'ciudad, pueblo' 
El "dava" las ciudades pueden ser encontradas tan al sur tan Sandanski y Plovdiv. Estrabón Especificó que el Daci es el Getae. Los Dacios, los Getas y sus reyes eran siempre considerados como Tracios por el ancients (Dion Casio, Pompeyo Trogo, Apiano, Estrabón, Heródoto y Plinio el Viejo), y era ambos dicho para hablar el mismo idioma tracio.

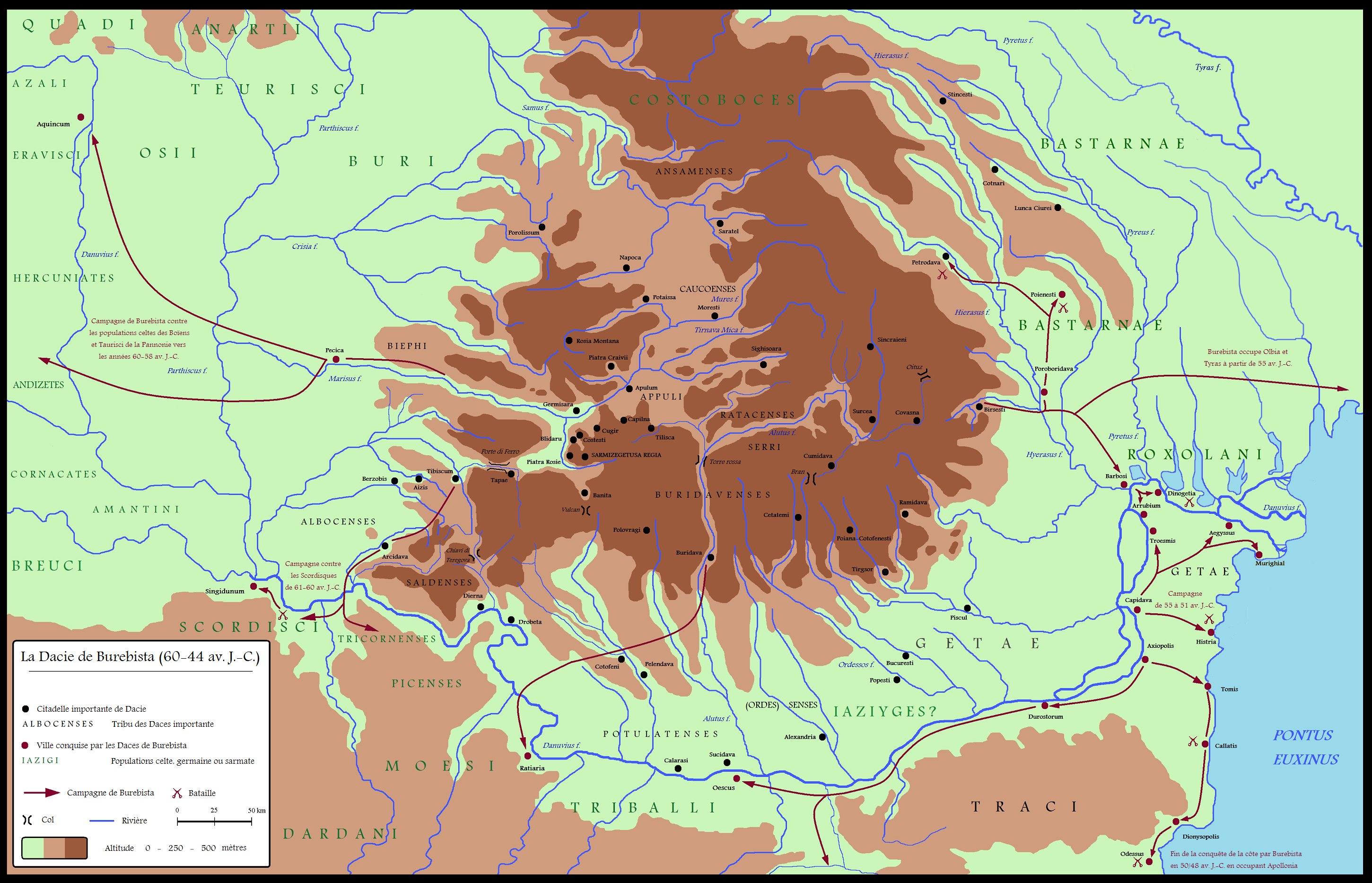
Davae En Dacia durante Burebista

## Lista de davae
A continuación se muestra una lista de ciudades dacias que incluyen varias formas de "dava" en su nombre:

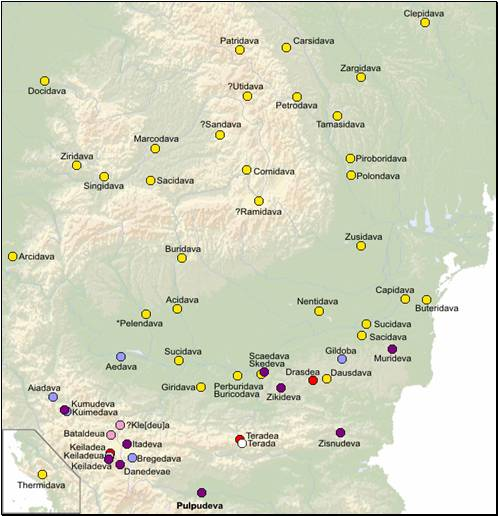
Rango onomástico de las ciudades dacias con el final dava, que cubre Dacia, Moesia, Tracia y Dalmacia.

- Acidava[4] (Acidaua), una ciudad fortaleza cerca del Danubio.  Ubicado en la actual Enoșești, condado de Olt, Rumania
- Aedava[5] (Aedeva, Aedabe, Aedeba o Aedadeba), colocado por Procopio en el camino del Danubio entre Augustae y Variana,[1] en Mesia (la actual Bulgaria del Norte)
- Aiadava[1] (Aiadaba o Aeadaba, en griego: Αἰάδαβα[6]), era una localidad en la región de Remesiana, actual Bela Palanka, Serbia.[7]
- Argedava[8] (Argedauon, Sargedava, Sargedauon, Zargedava, Zargedauon, en griego antiguo: Αργεδαυον, Σαργεδαυον), mencionado en el Decreto de Dionysopolis, potencialmente el dava descubierto en Popești, un distrito en la ciudad de Mihăilești, Condado de Giurgiu, Rumania  y tal vez la corte/capital de Burebista.
- Argidava (Argidaua, Arcidava, Arcidaua, Argedava, Argedauon, Sargedava, Sargedauon, Zargedava, Zargedauon, en griego antiguo: Ἀργίδαυα, Αργεδαυον, Σαργεδαυον), potencialmente la corte/capital de Burebista, ubicada en la actual Vărădia, Condado de Caraș-Severin, Rumania
- Bregedaba
- Buricodava[4]
- Buridava[9] o Burridava, Ocnele Mari de hoy, Rumania
- Buteridava[4]
- Capidava[4] o Kapidaua, una ciudad fortaleza en el lado sur del Danubio inferior
- Carsidava o Karsidaua
- Cumidava,[4] Comidava o Komidaua, antigua Râșnov, Rumania
- Dausdava, Dausadava o Dausdavua,[4] "El santuario de los lobos", una ciudad fortaleza cercana al Danubio
- Desudaba
- Docidava o Dokidaua
- Gildova[10] o Gildoba, ubicado junto al río Vístula
- Giridava[10]
- Itadeba[10] o Itadava, en el noreste de Macedonia del Norte
- Jidava,[4] cerca de Câmpulung Muscel, Rumanía
- Jidova[4]
- Klepidaua
- Kuimedaba
- Marcodava o Markodaua
- Murideba
- Nentinava[9] o Netindaua, antigua Slobozia, Rumania
- Nentivava,[4] antigua Oltenița, Rumania
- Patridava o Patridaua
- Pelendava[4] o Pelendova, antigua Craiova, Rumania
- Perburidava
- Petrodava[9] o Petrodaua ubicado en Piatra Neamţ
- Piroboridava o Piroboridaua
- Pulpudeva, originalmente llamado "Eumolpias" por los dacios. Felipe II de Macedonia conquistó el área en 342-341 a. C. y cambió el nombre de la ciudad Philippoupolis (en griego: Φιλιππούπολις), del cual el posterior nombre dacio de la ciudad, Pulpu-deva, es una traducción reconstruida. La ciudad actual de Plovdiv en Bulgaria.
- Quemedava, mencionado por Procopio en Dardania[11]
- Ramidava o Rhamidaua
- Recidava
- Rusidava[4] o Rusidava
- Sacidava o Sacidaba
- Sagadava
- Sandava
- Sangidaua
- Scaidava o Skedeba
- Setidava[4] o Setidaua, mencionado por Ptolomeo como un asentamiento próspero
- Singidava o Singidaua
- Sucidava,[4] Suvidava o Sukidaua ubicado en Corabia, condado de Olt, Rumania
- Susudava,[4] mencionado por Ptolomeo como un asentamiento próspero
- Sykidaba
- Tamasidava o Tamasidaua
- Thermidava, colocado por Ptolomeo en la ruta Lissus-Naissus.  Lo más probable es que el topónimo sea una lectura errónea de un asentamiento que la mayoría de los estudiosos en la investigación contemporánea ubican cerca de la actual Banat, Serbia.[12]
- Utidava o Utidaua
- Zargidava o Zargidaua
- Ziridava o Ziridaua
- Zisnedeva,[4] Zisnudeva o Zisnudeba, ubicado en Mesia
- Zucidaua
- Zisnudeba
- Zusidava